# Potsdam-Babelsberg (stacja kolejowa)
Potsdam-Babelsberg – stacja kolejowa w Poczdamie, w kraju związkowym Brandenburgia, w Niemczech. Znajduje się tu 1 peron.
| Potsdam-Babelsberg   |  |                      |
| Linia Wannseebahn    |  |                      |
| Potsdam Griebnitzsee |  | Potsdam Hauptbahnhof |